# Raphaël Albert Lambert
Raphaël Albert Lambert, noto come Albert Lambert fils o Albert Lambert (Rouen, 31 dicembre 1865 – Parigi, 1º marzo 1941), è stato un attore francese.

## Biografia

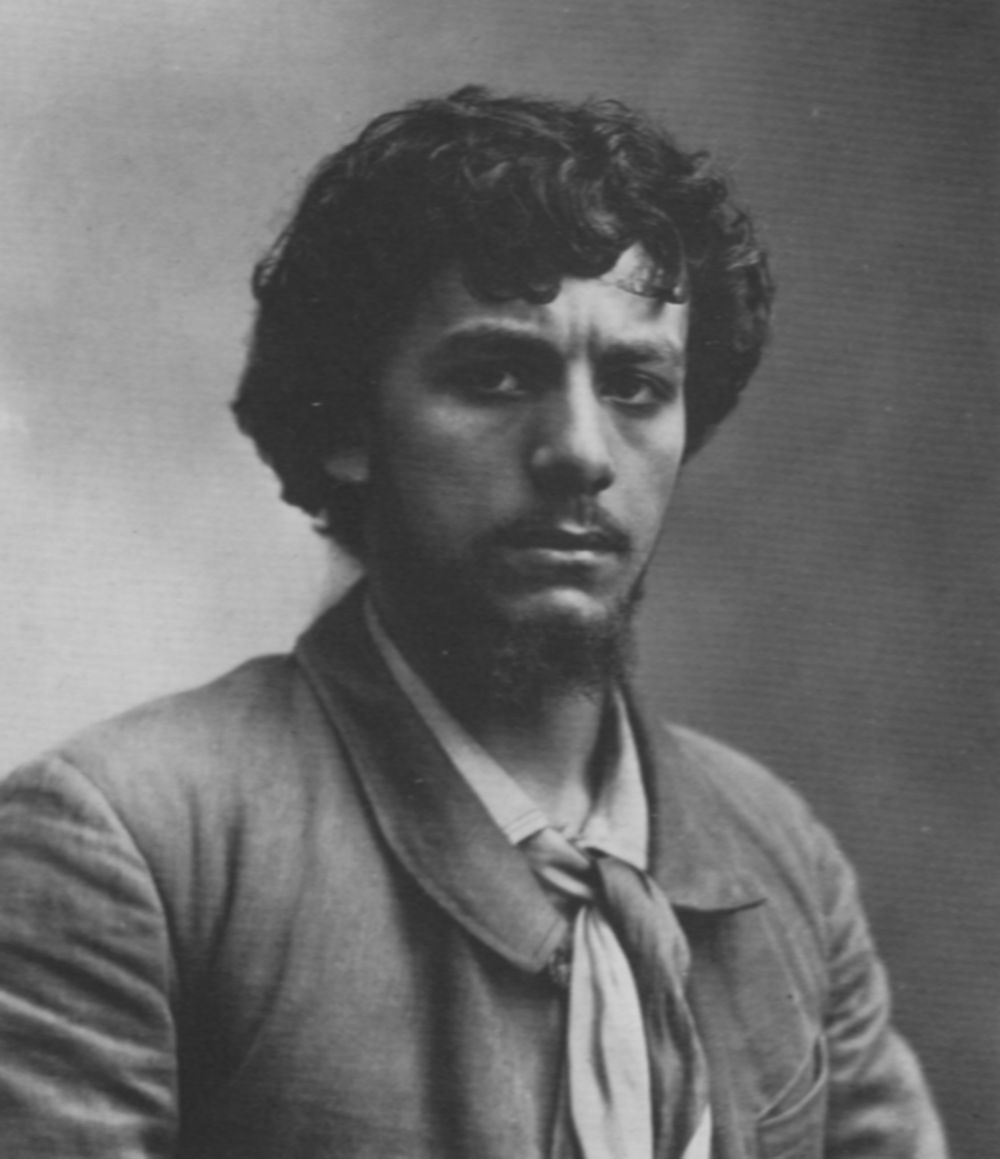
Albert Lambert

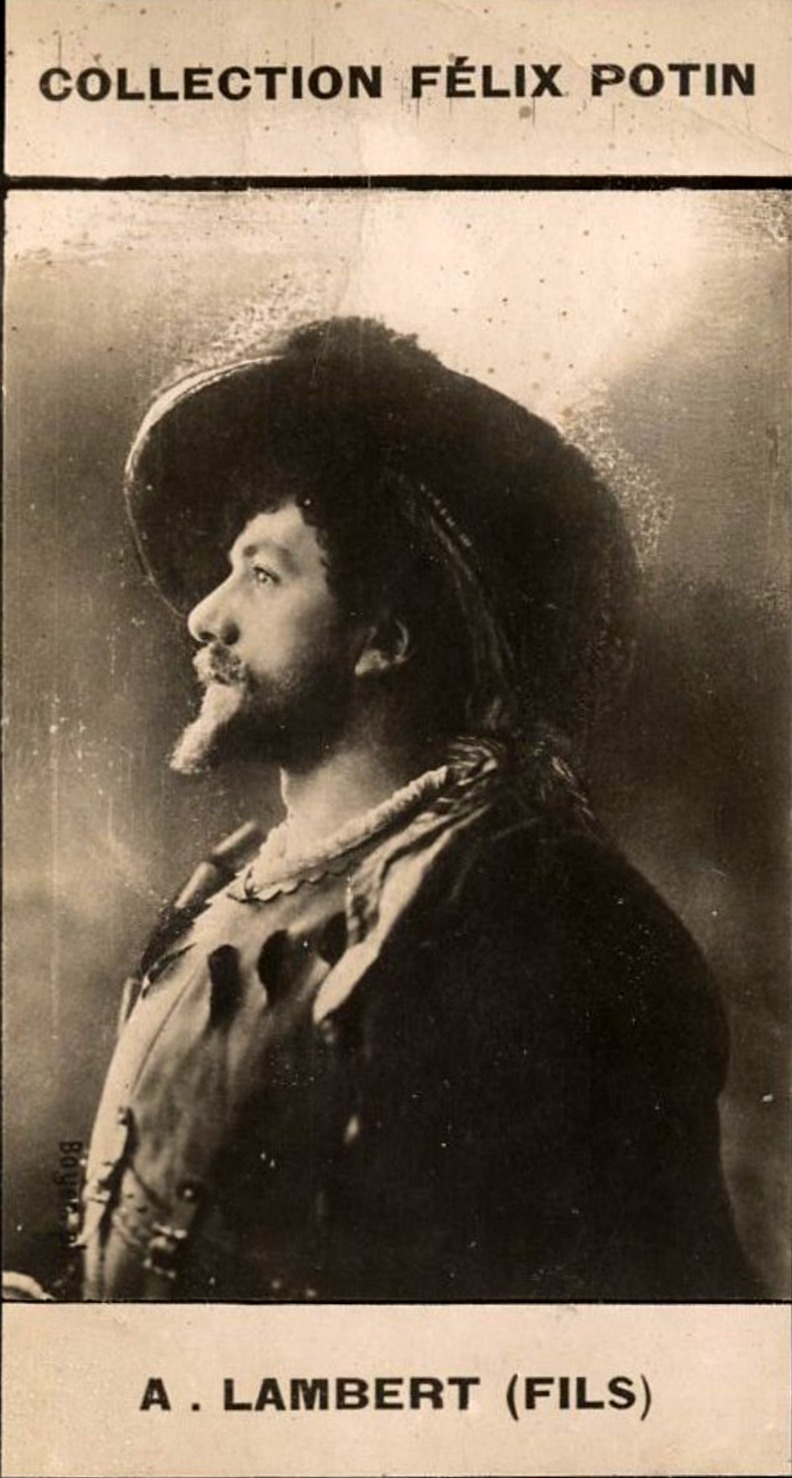
Albert Lambert nel 1900

Figlio dello scultore e attore teatrale Léon Albert Lambert (Rouen 1847-La Bouille 1918), noto soprattutto come interprete shakespeariano di Otello, Il mercante di Venezia, Raphaël Albert Lambert nacque a Rouen il 31 dicembre 1865.
Albert Lambert studiò recitazione sotto la guida di Louis-Arsène Delaunay al Conservatoire national supérieur d'art dramatique, debuttò con successo all'Odeon nel 1883, in Severo Torelli di François Coppée, entrò nella Comédie-Française nel 1885, sociétaire dal 1891, sociétaire honoraire dal 1936, e si dimostrò molto valido nei ruoli di amoroso sentimentale o tragico e di giovane eroe romantico (Ruy Blas, Bajazet, Oreste, Ernani), dai classici ai contemporanei, come François Coppée, Victorien Sardou, Henri de Bornier, oltre che le commedie di Dumas figlio, Henri Lavedan e Paul Hervieu.
Tra le sue interpretazioni cinematografiche più famose si possono menzionare quelle del film muto L'assassinat du duc de Guise (1908), Le Baiser de Judas (1909) e Le retour d'Ulysse (1909).
Albert Lambert si caratterizzò per la prestanza, il bell'aspetto, la voce bronzea, l'eterna giovinezza, la passionalità, un mestiere straordinariamente sicuro e qualità d'attore originali.
Raphaël Albert Lambert morì a Parigi il 1º marzo 1941.

## Teatro
- Nicomede, regia di Eugène Silvain (1906);
- Esther, regia di Émile Fabre (1918);
- Carmosine, regia di Pierre Fresnay (1926);
- Les Trois Henry, regia di Émile Fabre (1930);
- Patrie, regia di Émile Fabre (1931);
- Ifigenia (Iphigénie), regia di Émile Fabre (1932);
- Edipo re, regia di Émile Fabre (1934-1935).

## Filmografia
- L'Assassinat du duc de Guise, regia di André Calmettes e Charles Le Bargy (1908)
- Le Baiser de Judas, regia di Armand Bour e André Calmettes (1908)
- Le Retour d'Ulysse, regia di André Calmettes e Charles Le Bargy (1909)
- Au temps des premiers chrétiens, regia di André Calmettes (1910)